# Ман Іван Олександрович
Іва́н Олекса́ндрович Ман (нар. 1903 — пом. 1982) — легендарний радянський капітан далекого плавання (з 1935 року). Почесний полярник.

## Життєпис
Народився у місті Горки Могильовської губернії Російської імперії (нині — Могильовська область Білорусі) від громадянського шлюбу вчителя математики Олександра Богдановича Мана (за національністю — німця) з Агафією Іванівною Козирєвою. Спочатку був записаний на прізвище матері, однак, після смерті батька у 1913 році, мати домоглася виправлення документів, де були зазначені прізвище Ман та по-батькові Олександрович. Тоді ж разом з метір'ю переїхав до Саратова. Зусиллями своєї тітки Люції Богданівни закінчив реальне училище і вступив до політехнічного інституту, де навчався протягом трьох років. Одночасно займався у яхт-клубі, був інструктором вітрильного спорту.
Після закриття інституту у 1923 році переїхав у Петроград. Вступив до морського технікуму, однак незабаром був відрахований через «недостатньо пролетарське походження». Відновлений у технікумі після того, як самотужки здійснив плавання з Петрограду до Астрахані на байдарці.
У 1926—1927 роках боцманом навчального вітрильного судна «Товариш» здійснив плавання в Південну Америку. У 1929 році закінчив Одеське морехідне училище. З того ж року служив на лісовозі «Анастас Мікоян» Балтійського торговельного флоту боцманом, третім, другим і старшим помічником капітана. Брав участь у Першій особливій північно-східній полярній експедиції Наркомводу СРСР. Згодом — старпом і капітан (з 1935 року) пароплаву «Кола», брав участь у арктичних плаваннях. З 1936 року — капітан пароплава «Правда», який здійснив наскрізний перехід Північним морським шляхом.
У 1940—1941 роках — заступник начальника Далекосхідного пароплавства з мореплавання. З початком німецько-радянської війни командував суднами «Трансбалт», «Турксиб», «Войков» на Далекому Сході. З 1943 року служив на Чорному морі, був капітаном пасажирських лайнерів «Україна» (з 1945 р.) і «Росія» (з 1951 р.).
17 червня 1945 року «Україна» відкрила кримсько-кавказьку лінію, першу повоєнну пасажирську лінію на Чорному морі. З 1953 року — член колегії Міністерства морського флоту СРСР.
У 1954 році І. О. Ман переведений до Москви, де призначений Головним ревізором з безпеки мореплавства Міністерства морського флоту СРСР і одночасно членом Колегії міністерства.
У 1955 році дизель-електрохід «Об», капітаном якого був І. О. Ман, став флагманом Першої комплексної антарктичної експедиції. Згодом ще тричі водив його до берегів Антарктиди, регулярно доправляв вантажі на радянські науково-дослідні станції. У 1957—1958 роках здійснив 310-денне довколосвітнє плавання з науковою експедицією на борту «Обі». Згодом командував низкою суден в антарктичних рейсах.
В останні роки своєї роботи І. О. Ман очолював Полярну комісію московської філії Географічного товариства СРСР.
Похований, згідно із заповітом, на острові Буромського біля станції «Мирний» в Антарктиді.

## Нагороди
Нагороджений орденом Леніна, двічі Трудового Червоного Прапора, Вітчизняної війни 1-го ступеня, «Знак Пошани» і медалями.

## Пам'ять
Одне із суден Далекосхідного пароплавства Росії носить ім'я «Капітан Ман».